# Kvangnaru állomás
Kvangnaru (Gwangnaru) állomás (Csangsindejok (Jangsindaeyeok), 장신대역) metróállomás a szöuli metró 5-ös vonalán, Kvangdzsin-ku (Gwangjin-gu) kerületben. Az állomás kiegészítő neve Presbiteriánus Egyetem és Teológiai Szeminárium, a közelében található egyetem után.

## Viszonylatok
| 5-ös vonal                                 | 5-ös vonal | 5-ös vonal                                                               |
| ------------------------------------------ | ---------- | ------------------------------------------------------------------------ |
| Acshaszan (Achasan) Panghva (Banghwa) felé | fő vonal   | Cshonho (Cheonho) Szangil-tong (Sangil-dong) vagy Macshon (Macheon) felé |